# Pudu meridional
El pudu meridional (Pudu puda) és una espècie d'artiodàctil de la família dels cèrvids. Aquest cérvol viu als Andes meridionals de Xile i l'Argentina. Viu a les muntanyes a altituds de fins a 2.000 metres, però també se'l pot trobar a altituds molt més baixes i fins i tot a la costa. No viu en hàbitats oberts, sinó que prefereix els boscos que li proporcionen una bona protecció contra els predadors. Tanmateix, s'aventura a hàbitats més oberts per cercar aliment. Des del 2023 és l'única espècie del gènere Pudu, que fins aleshores també contenia el pudu meridional (avui Pudella mephistophiles).